# John Philip Hill
John Boynton Philip Clayton Hill (ur. 2 maja 1879, zm. 23 maja 1941) – amerykański polityk, członek Partii Republikańskiej. W latach 1921–1927 był przedstawicielem trzeciego okręgu wyborczego w stanie Maryland w Izbie Reprezentantów Stanów Zjednoczonych.
Hill zmarł 23 maja 1941 roku w Waszyngtonie. Jego ciało jest pochowane na Narodowym Cmentarzu w Arlington.